# Conțești (Teleorman)
Conţeşti è un comune della Romania di 3 650 abitanti, ubicato nel distretto di Teleorman, nella regione storica della Muntenia.